# 今池停留場
今池停留場（日语：／ Imaike teiryūjō */?）是一個位於日本大阪府大阪市西成區萩之茶屋二丁目2番7號，屬於阪堺電氣軌道阪堺線的停留場。車站編號為HN53。此項一併記載設於鄰近的南海電氣鐵道天王寺支線的今池町站（日语：／ Imaikechō eki */?）。

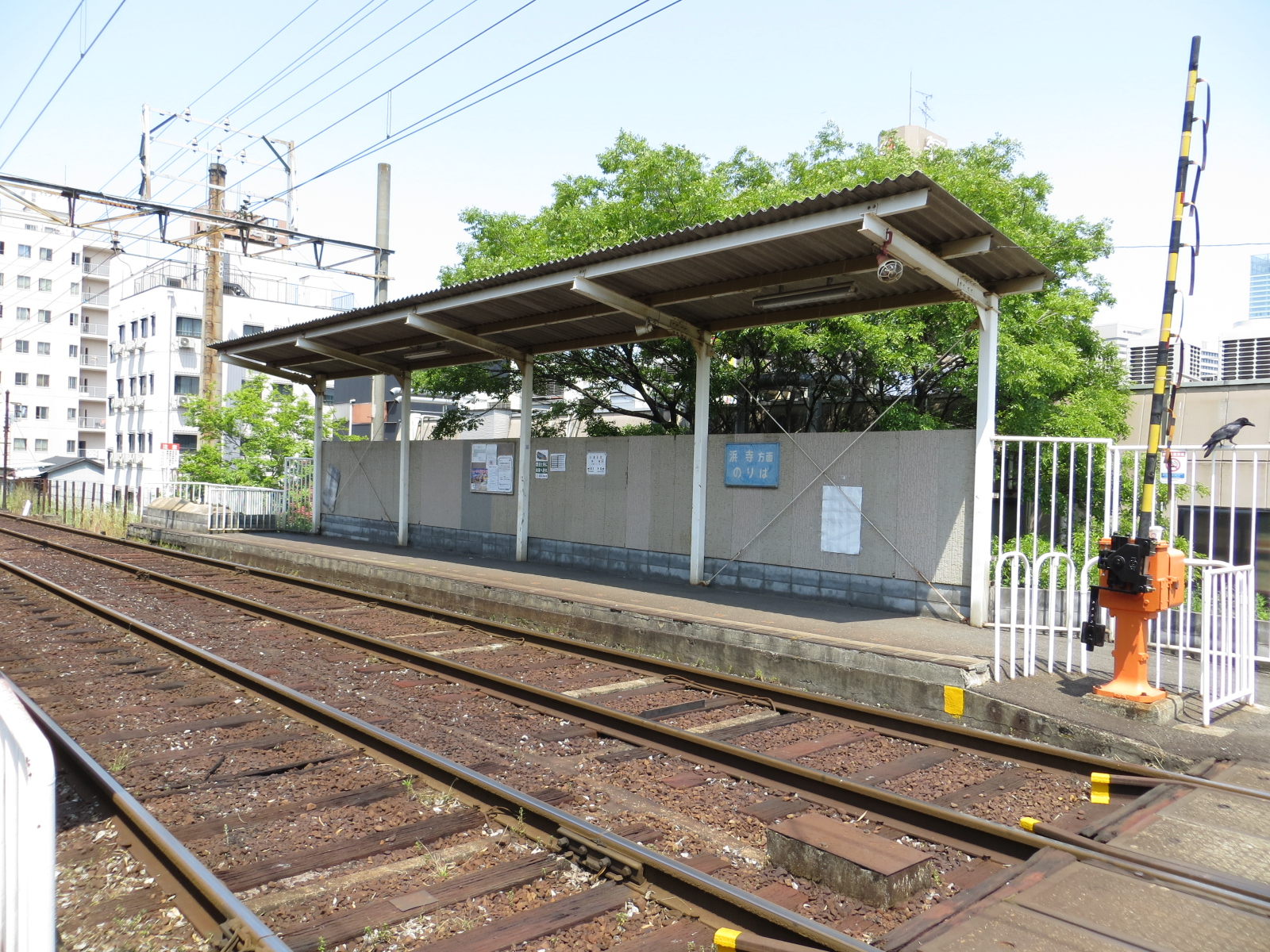
往濱寺方向的月台（2013年5月）

## 阪堺電氣軌道今池停留場

### 構造
盛土上的對向式月台2面2線的高架車站。各月台以構內平交道連結。

## 南海電氣鐵道今池町站
南海天王寺支線的今池町站－天下茶屋站間廢除後，該線至高野線萩之茶屋站視為徒步聯絡，由全日有人站改為無人站。

## 相鄰停留場
阪堺電氣軌道
■阪堺線
新今宮站前（HN52）－今池（HN53）－今船（HN54）

### 曾經存在的路線
南海電氣鐵道
平野線
（南霞町－）今池－飛田
天王寺支線
（部分廢除前）天下茶屋－今池町－天王寺
（部分廢除後）今池町－飛田本通